# Crimea Air
Pour les articles homonymes, voir CRF.
Crimea Air, en russe ООО "Международная авиакомпания "Крым", c'est-à-dire compagnie aérienne internationale "Crimée" , (code AITA : OR, code OACI : CRF), est une compagnie aérienne ukrainienne qui opère à partir de Simferopol, en Crimée.
Elle relie plusieurs fois par jour Simferopol à Kiev (avec un Antonov An-24) et à l'aéroport international de Boryspil avec un DC-9-51.